# Mictochroa angularis
Mictochroa angularis är en fjärilsart som beskrevs av William Schaus 1904. Mictochroa angularis ingår i släktet Mictochroa och familjen nattflyn. Inga underarter finns listade i Catalogue of Life.